# Pachetra confluens
Pachetra confluens är en fjärilsart som beskrevs av Edward Alfred Cockayne 1952. Pachetra confluens ingår i släktet Pachetra och familjen nattflyn. Inga underarter finns listade i Catalogue of Life.